# Herbert Jobst

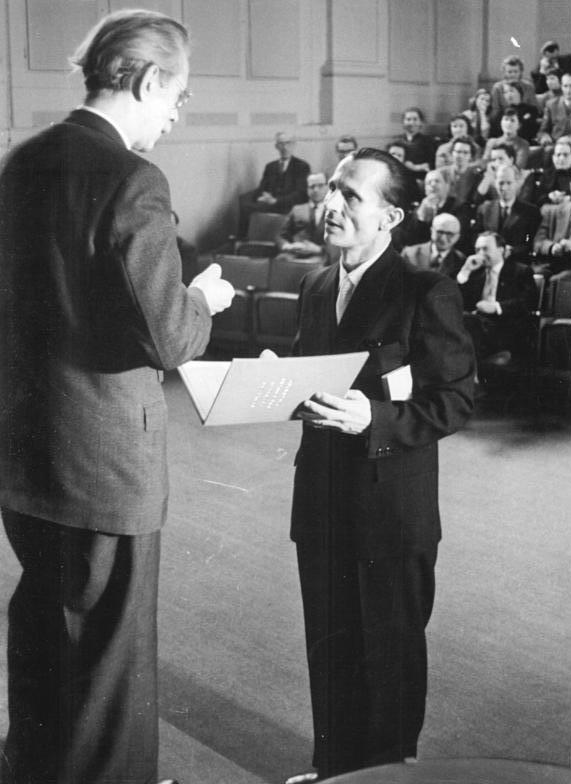
Herbert Jobst (r.) 1958 bei der Verleihung des Heinrich-Mann-Preises I. Klasse durch Otto Nagel

Herbert Jobst (* 30. Juli 1915 in Neu-Welzow, Niederlausitz; † 28. Juni 1990 in Neustrelitz) war ein deutscher Schriftsteller.

## Leben
Herbert Jobst war der Sohn eines Bergarbeiters, der im Ersten Weltkrieg gefallen war. Im Alter von nur 9 Monaten wurde er als Kleinkind von seiner Mutter in Radeberg ausgesetzt und musste seine frühe Kindheit im Waisenhaus verbringen. Mit 4 Jahren kam er zu verschiedenen Pflegeeltern in Radeberg. Nach dem Besuch der Radeberger Volksschule absolvierte er in Meißen eine Lehre als Buchdrucker. In den folgenden Jahren wurde er Mitglied der Sozialistischen Arbeiter-Jugend, der Roten Falken und der Naturfreunde. Zur „Nationalsozialistischen Umerziehung“ wurde er 1933 zum Arbeitsdienst nach Leipzig einberufen. 1934 ging Jobst nach Österreich, Italien und Jugoslawien, wo er ein Dasein als Vagabund führte. Er hielt sich mit Betteln, Viatikumsgeldern der Buchdruckergilde und Gelegenheitsarbeiten über Wasser. Die österreichischen Behörden schoben ihn 1937 ins Deutsche Reich ab, dort wurde er zur Wehrmacht eingezogen, kam allerdings schon bald wegen Wehrkraftzersetzung ins Militärgefängnis Torgau. Mit Beginn des Zweiten Weltkriegs erhielt er Gelegenheit zu sogenannter Frontbewährung. Jobst nahm als Soldat der Wehrmacht am Krieg gegen die Sowjetunion teil und geriet im März 1945 in Heiligenbeil, Ostpreußen, in sowjetische Kriegsgefangenschaft. Bis Dezember 1947 arbeitete er in Tscheljabinsk (Kriegsgefangenenlager 68) als Kriegsgefangener.
1948 konnte er nach Deutschland zurückkehren. Anfangs war er Nachtwächter in Dresden. Von 1948 bis 1956 arbeitete er für die SAG Wismut, zu Beginn als Hauer und Fördermann. Nachdem er 1952/53 ein Studium an der Bergakademie Freiberg absolviert hatte, hatte er den Posten eines Steigers inne. Nach ersten Schreibversuchen wurde er 1956 Mitglied der Arbeitsgemeinschaft Junger Autoren, seit 1957 arbeitete er als freier Schriftsteller in Flöha, Sachsen, ab 1967 in Neustrelitz, Mecklenburg. Er war verheiratet mit der Lyrikerin Lisa Jobst.
Herbert Jobst war Verfasser von Romanen, Erzählungen und Drehbüchern, darunter 1961 der DEFA-Film Der Fremde. Sein Hauptwerk ist die in der DDR viel gelesene, stark autobiografisch gefärbte Roman-Tetralogie Der dramatische Lebensweg des Adam Probst. In ihr erzählt der Autor in volkstümlichem, humorvollem bis satirischem Ton die Lebensgeschichte eines gesellschaftlichen Außenseiters, der, vor allem in dem Band Der Vagabund, simplizianische Züge trägt.
Herbert Jobst wurde 1958 mit dem Heinrich-Mann-Preis sowie 1965 mit dem Kunstpreis des Bezirkes Karl-Marx-Stadt ausgezeichnet, außerdem mit dem FDGB-Preis und mit dem Fritz-Reuter-Preis.

## Werke

### Roman-Tetralogie
Der dramatische Lebensweg des Adam Probst
- Der Findling. Berlin 1957
- Der Zögling. Berlin 1959
- Der Vagabund. Berlin 1963
- Der Glücksucher. Berlin 1973

### Weitere Werke
- Blick auf Irdisches. Rostock 1969 (zusammen mit Klaus Beuchler und Egon Richter)
- Tapetenwechsel. Berlin 1983

## Filmografie
Die Romantetralogie Der dramatische Lebensweg des Adam Probst ist 1966 vom Deutschen Fernsehfunk der DDR in einer vierteiligen Fernsehserie verfilmt worden.
Die vier Folgen sind:
- 1. Romantitel Der Findling: Filmtitel: Adam in Rabenberg. Erstausstrahlung 5. Januar 1967
- 2. Romantitel Der Zögling: Filmtitel: Frommelsburger Eindrücke. Erstausstrahlung 12. Januar 1967
- 3. Romantitel Der Vagabund: Filmtitel: Onkel Richter. Erstausstrahlung 19. Januar 1967
- 4. Romantitel Der Glückssucher: Filmtitel: Der Schritt ins Leben. Erstausstrahlung 26. Januar 1967

Alle Folgen:
- Szenarium: Wolfgang Teichmann
- Dramaturgie: Wenzel Renner
- Szenenbild: Eberhard Schrake
- Regie: Harry Erlich